# أكمية مورية
أكمية مورية (الاسم العلمي: Aechmea moorei) هو نوع نباتي يتبع جنس الأكمية من فصيلة البروميلية.